# Речани (община Кочани)
Вижте пояснителната страница за други значения на Речани.
Речани (изписване до 1945 година: Рѣчани; на македонска литературна норма: Речани) е село в източната част на Северна Македония, част от община Кочани.

## География
Селото се намира на около 20 километра североизточно от град Кочани, на Бела река, високо в южните склонове на планината Осогово.

## История
В XIX век Речани е чисто българско село в Кочанска кааза на Османската империя. Според статистиката на Васил Кънчов („Македония. Етнография и статистика“) от 1900 г. Речани (Рѣчани) има 130 жители, всички българи християни.
В началото на XX век население на селото са под върховенството на Българската екзархия. По данни на секретаря на екзархията Димитър Мишев („La Macédoine et sa Population Chrétienne“) през 1905 година в Речани (Retchani) има 160 българи екзархисти.
Според преброяване от 2002 в селото има 8 домакинства със 17 къщи.

## Личности
Родени в Речани
- Марко Апостолов, български революционер от ВМОРО, четник на Никола Сарафов[4]
- Стефан Соколов, български революционер,[5] част от малка чета в Кочанско в 1914 година, в състав Яне Велинов от село Цера и Христо Петров от Дълги дел;[6] четник на Яне Велинов в 1915 година[7]
- Христо Атанасов, български революционер от ВМОРО, четник на Йордан Спасов[8] и на Симеон Клинчарски[9]

Починали в Речани
- Георги Христов Поражанов, български военен деец, подпоручик, загинал през Междусъюзническа война[10]